# Haus der Ewigkeit (Altes Ägypten)
Im Alten Ägypten bezeichnete der Begriff „Haus der Ewigkeit“ eine Grabanlage, die zunächst zumeist als Grube, Grabschacht oder aus Lehmziegeln bestand und später aus Felsen herausgehauen oder auf freiem Gelände erbaut wurde. Aus Stein gefertigte Grabanlagen stellten wegen der langen Haltbarkeit als „Zeichen der Unvergänglichkeit“ die „ideale Bauform dar“, die sich jedoch aufgrund der hohen Kosten nur die wenigsten Altägypter leisten konnten. Das zu Lebzeiten in dieser Weise angelegte Monumentalgrab repräsentierte in der altägyptischen Mythologie die intensivste Form der Verbindung des Lebens und der Vorstellung des Weiterlebens im Jenseits.
Das „Haus der Ewigkeit“ war für den Grabinhaber „Ort der Begegnung mit sich selbst“, die Dekorationen ein Abbild seiner Lebensstationen. Seinen „Doppelgänger“ verewigte er auf den Grabwänden und erweckte ihn durch Inschriften zu „neuem Leben in späterer Zeit“. Im „Haus der Ewigkeit“ zeigte der Grabinhaber im Vorgriff des Todes sein „vollendetes Leben“, das nach seinem Glauben in dieser Form der Darstellung der Vergessenheit und Vergänglichkeit entzogen werden sollte.
Der Grabinhaber hoffte, durch einwandfreien Lebenswandel im Jenseits seinem Ka zu begegnen. Das „Haus der Ewigkeit“ war der Ort, der den Grabinhaber befähigte, unwandelbar in der „ewigen Zeit“ (djet) fortzudauern. Vor diesem Hintergrund begingen die Altägypter alljährlich zu wichtigen Anlässen dort die „Feiern im Haus der Ewigkeit“.

## Mythologische Verbindungen

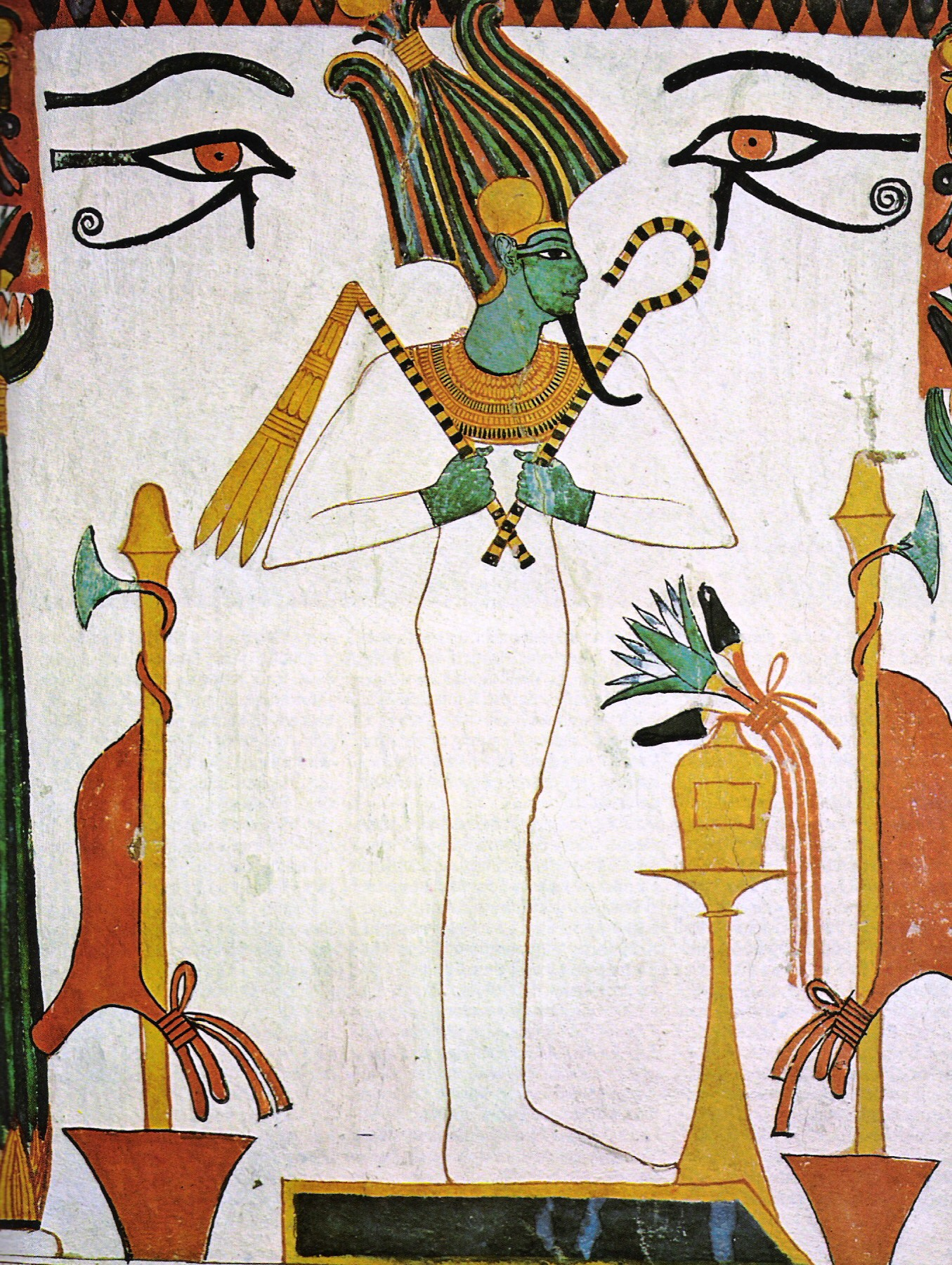
Osiris als Jenseitsherrscher
(Grab des Sennedjem, 19. Dynastie).

Nach altägyptischen Vorstellungen währte das Leben im Diesseits im Vergleich zur Ewigkeit nur kurz. Der Ägypter verwendete deshalb für „Ewiger Kreislauf des Lebens auf Erden“ (neheh – nḥḥ) und „Leben in der Ewigkeit des Totenreichs“ (djet – ḏt) zwei Zeitbegriffe. „Neheh“ steht für den Zeitraum, in welchem etwas besteht, erneuert und sich wiederholt. „Djet“ bezieht sich auf die Zukunft, in der „das irdische Leben gewesen sein wird“ und alles „Vollendete im Leben auf unbestimmte Dauer in der Duat verweilt“.
Der Sonnengott Re galt als Erscheinungsform der „neheh-Zeit“, da sich Re „in jeder Nacht erneuerte“ und mit dem alltäglichen Sonnenaufgang von der Himmelsgöttin Nut immer wieder „neu geboren wird“. Als Totengott stand Osiris dagegen als Synonym für die „djet-Zeit“, der in seiner Erscheinungsform als Mumie in diesem Zusammenhang auch den Beinamen „der in Vollendung Währende“ trug. Insofern ist neheh die Re-Zeit der Erneuerung und djet die Osiris-Zeit der Erinnerung.
Das „Lebensziel“ des Altägypters stellte die ewige Fortdauer im „Reich des Osiris“ dar, für die der Verstorbene die Einbalsamierung sowie Mumifizierung und die Zustimmung des Totengerichtes benötigte. Ein zuvor gelebtes Leben in moralischer Perfektion symbolisierte „das Gute“, das nach „Überprüfung durch das Totengericht“ in das Jenseits und damit verbunden in die „djet-Zeit“ übertreten durfte. Das „Haus der Ewigkeit“ fungierte so auch als „Gerichtshof und Mumifizierungshalle“, das nach den Prinzipien der Göttin Maat konstruiert wurde.

## Das „Haus der Ewigkeit“ als „Buch des Lebens“

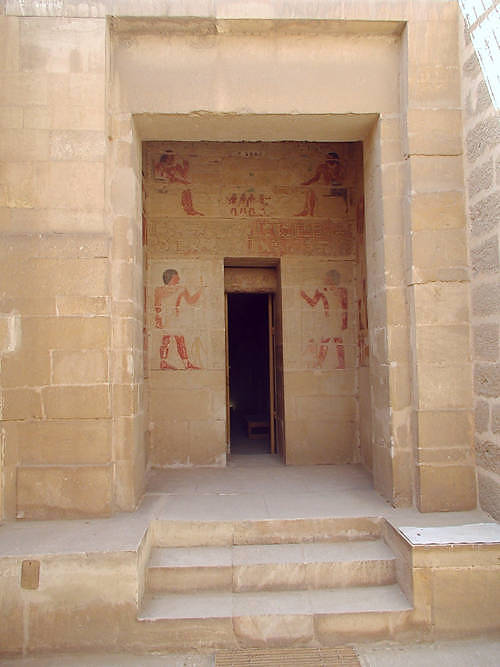
Felsengrabeingang aus dem Innenhof der Grabanlage von Nianchchnum und Chnumhotep (Sakkara, 5. Dynastie).

Die alten Ägypter führten das Leben von Geburt an im Blickwinkel des späteren Todes. Mit Eintritt in das „Arbeitsleben“ begann für die gut verdienenden Beamten oder für die im Tempelkult tätigen Personen die Planung für das eigene „Haus der Ewigkeit“. Aus dem Einkommen wurden Rücklagen gebildet, die für den schrittweisen Ausbau der Grabanlage dienten. Nach der „Grundsteinlegung“ folgten im Grab die Beschriftungen, die von den „Etappen des Lebens“ berichteten. Die Tradition des altägyptischen „Hauses der Ewigkeit“ hatte die Wurzeln im „ergebnisorientierten Denken“, das sich auf die vergangene Kultur stützte und keinen Raum für Neuerungen auf religiöser Ebene vorsah.
Im Gegensatz zum „geistig-innovativen Fortschritt“, der die Erfahrungen des Lebens berücksichtigt und im weiteren Verlauf immer wieder neuen Gegebenheiten anpasst, sah der Ägypter das persönliche Leben bis zum Tod als vollendetes Resultat der Vorbereitung für das Jenseits, in welchem sich „die auf Erden vollzogenen Handlungen wiederholen“. Die „zu wiederholenden Handlungen“ hatten ihr geistiges Fundament wiederum im Totenkult, der den Lebenden „vorschrieb, wie ein moralisch einwandfreies Leben auszusehen habe“. Für die „erfolgreiche Bewältigung der Aufgaben im Leben“ winkte im Gegenzug nach dem Tod die „Überfahrt in das heilige Land“ als Belohnung. Ausgangspunkt jenes Übertritts in die Duat war das „Haus der Ewigkeit“. Damit war Aufbau und Ausrichtung der Grabanlage das wichtigste Projekt im Leben eines Altägypters.
Das „Haus der Ewigkeit“ beinhaltete die Hoffnungen auf Unvergänglichkeit nach dem Tod. Der Grabinhaber stellte sich in diesem Zusammenhang immer wieder sorgenvoll die Frage, ob er ein rühmliches Leben führt. Das Grab besaß für ihn die Funktion eines Spiegels, der dem Grabinhaber sein Leben im „Licht des Gewesenseins“ zeigte.

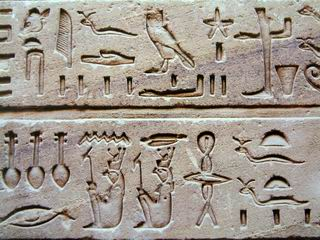
Ptolemäischer Hieroglyphentext am Tempel von Kom Ombo

Zwischen dem „Haus der Ewigkeit“ und der altägyptischen Hieroglyphenschrift bestand eine enge Verbindung. Die Anordnung des Inneren einer Grabanlage folgte über Jahrtausende einer festgelegten Konstruktion. Die Hieroglyphenschrift war primär an das „Haus der Ewigkeit“ gekoppelt und unterlag deshalb in ihrem Erscheinungsbild nur unwesentlichen Änderungen. So wie das „Haus der Ewigkeit“ unvergänglich bleiben sollte, folgte die Hieroglyphenschrift ebenso diesem Prinzip. Auch der gebildete „Altägypter der 25. Dynastie“ sollte die Grabberichte „seiner Vorfahren der 1. Dynastie“ noch lesen und verstehen können.
Das „Haus der Ewigkeit“ fungierte nach altägyptischem Verständnis ergänzend als „Buch des Lebens“, das der Grabinhaber in seiner Rolle als Autor schrieb. Die Grabanlage und die Hieroglyphenschrift bildeten gemeinsam ein „Kunstwerk“, das als Vorlage für die späteren „Häuser der Ewigkeit“ von Generation zu Generation weitergereicht wurde. Die Hieroglyphenschrift und das „Haus der Ewigkeit“ hatten ihre Grundlage auf dem „Fundament des kulturellen Gedächtnisses“. Alte Systeme wurden geheiligt, was eine Entfremdung der eigenen Grabkultur verhinderte. Die Beibehaltung alter Traditionen kann nicht mit „Unfähigkeit zur Weiterentwicklung“ gleichgesetzt werden, sondern ist Ausdruck der „altägyptischen Sehnsucht nach Unsterblichkeit“. In einem Weisheitsbuch der 19. Dynastie steht geschrieben:

„Sie sind dahingegangen und haben ihre Lebenszeit vollendet, alle ihre Zeitgenossen sind in Vergessenheit geraten…Doch sie schufen sich Bücher als Erben und Lehren, die sie verfasst haben…Man machte ihnen Tore und Kapellen; sie sind zerfallen. Ihre Totenpriester sind davongegangen, ihre Altäre sind erdverschmutzt…und ihre Namen wären vergessen, aber das Buch ist es, das die Erinnerung an sie wachhält.“

## Feier im „Haus der Ewigkeit“

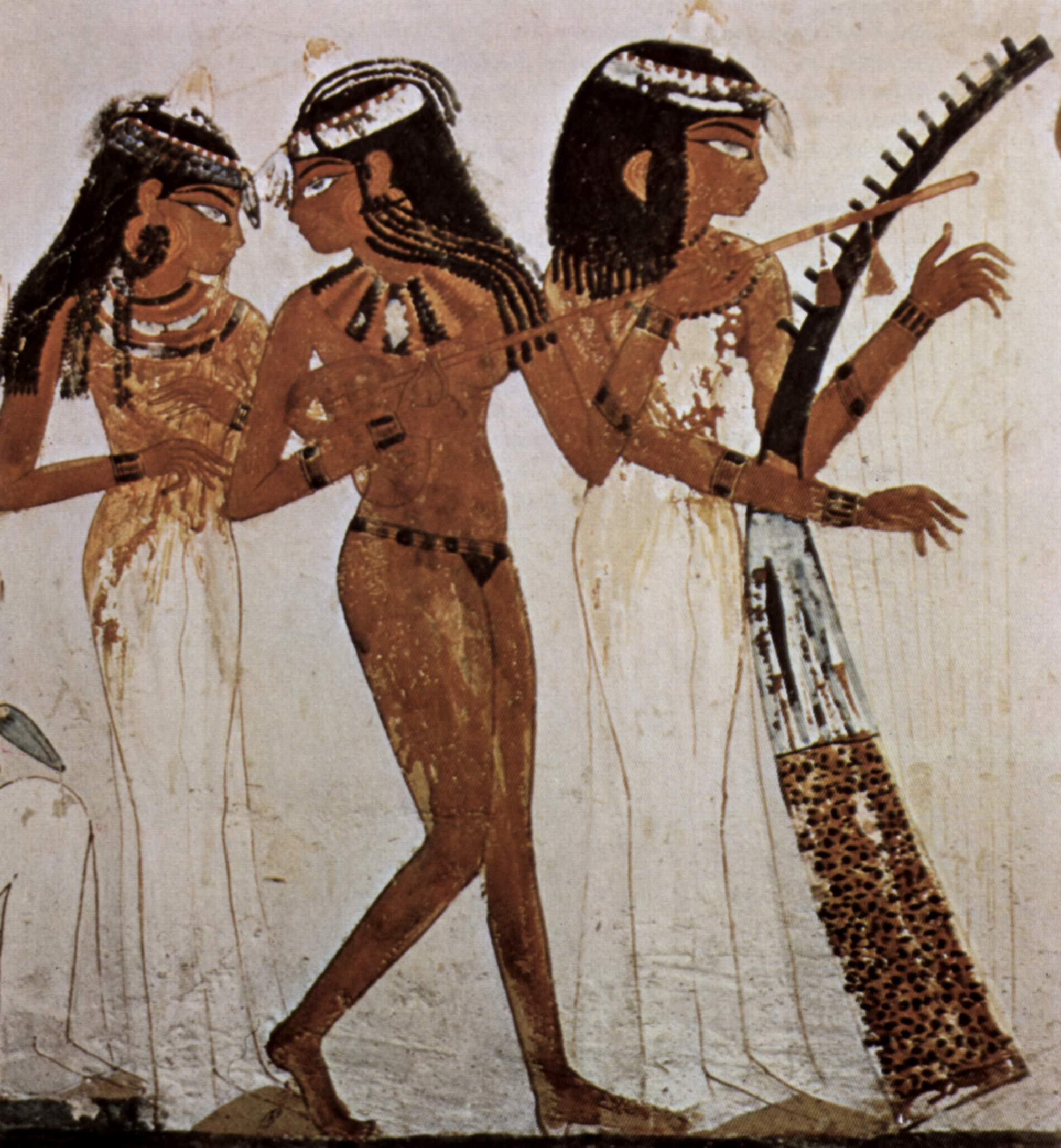
Musikerinnen beim Talfest
(Grab des Nacht, 18. Dynastie)

Bereits im Alten Reich sind Feiern im „Haus der Ewigkeit“ dargestellt, die dem Grabinhaber im Kreise seiner Angehörigen und Freunde galten. Der zugehörige Totenkult hatte sich bis zur 5. Dynastie vollständig herausgebildet. Zu den wichtigsten Festen des Jahreslaufs wurden besondere Opfer- und Weihegaben dem „Haus der Ewigkeit“ überbracht. Im Vordergrund stand in dieser Zeit noch das „Festmahl für den Grabinhaber und für verschiedene Gottheiten“, dem anschließend Musik und Tanz folgten. Der Zusammenbruch des Alten Reiches war mit einer religiösen Ergänzung des Totenkultes im Mittleren Reich verbunden. Unter Hinzufügung der Duat entstand das neue drei Ebenen umfassende Weltbild, das mit dem „Zugang zum Jenseits des Himmels und der Duat“ durch Verbreitung auch im nichtköniglichen Totenkult unter anderem in den neu aufkommenden Sargtexten schriftlich fixiert wurde.
Das „frühere Totenmahl der Oberschicht“ erreichte mit Einführung des Totenbuches im Neuen Reich eine Hinwendung zu einem breitgefächerten Publikum. Besonders hervorzuheben ist hierbei das Talfest, das sich im Verlauf der 18. Dynastie im „Haus der Ewigkeit“ mit Tanz und Trinkgelage zu einem ausgelassenen Festmahl entwickelte. Im Mittelpunkt stand nun nicht mehr der Grabinhaber in Verkörperung als Statue und Sinnbild des späteren Lebens in der Duat, sondern hauptsächlich als „im Leben stehender Opfergaben- und Weiheempfänger“. Während der Herrschaft Echnatons, der den Atonkult einführte, endeten vorübergehend die Feiern im „Haus der Ewigkeit“. Mit Beginn der 19. Dynastie standen wieder die früheren traditionellen Formen im Vordergrund, die den Glanz der Ausgelassenheit während der 18. Dynastie mit ernsten Inhalten ablösten.

## „Häuser der Ewigkeit“
Vom Werk „Geschichte Ägyptens“ des von 320-305 v. Chr. in Alexandria zu Beginn der Ptolemäerzeit wirkenden griechischen Geschichtsschreibers Hekataios von Abdera, der über das Leben der Ägypter berichtete, sind nur Zitate erhalten geblieben. Vor allem die Beschreibung des Nillandes im ersten Buch der Weltgeschichte Diodors beruht im Wesentlichen auf Hekataios. Eines von dessen Zitaten berichtet über die Häuser der Ewigkeit:

„Die Einheimischen geben der im Leben verbrachten Zeit einen ganz geringen Wert. Die Behausungen der Lebenden nennen sie „Absteigen“, da wir nur kurze Zeit in ihnen wohnten. Dagegen legen sie das größte Gewicht auf die Zeit nach ihrem Tode, während der man durch die Erinnerung an die Tugend im Gedächtnis bewahrt wird. Die Gräber der Verstorbenen bezeichnen sie als „ewige Häuser“, da sie die unendliche Zeit im Hades verbrächten. Entsprechend verwenden sie wenig Gedanken auf die Ausrüstung ihrer Häuser, wohingegen ihnen für die Gräber kein Aufwand zu hoch erscheint.“

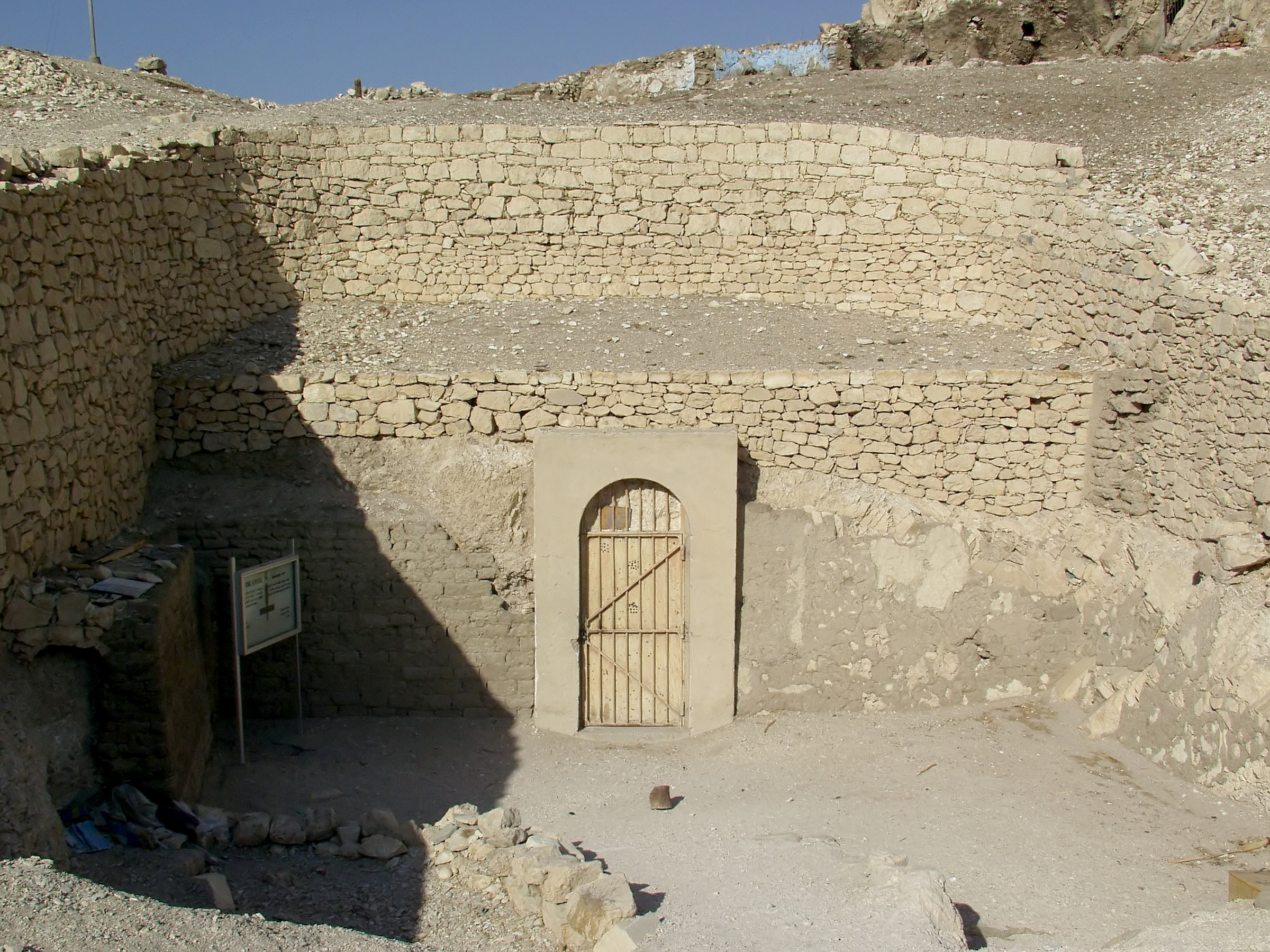
Eingang Grab des Menna (TT 69)
(18. Dynastie)

Die Beobachtungen des Hekataios von Abdera entsprachen den tatsächlichen Gegebenheiten im Alten Ägypten. Die Wohnhäuser der Ägypter wie auch die Königspaläste waren aus luftgetrockneten Lehmziegeln gefertigt, die das einfachste und günstigste Baumaterial darstellten. Hingegen wurden die gebauten „Häuser der Ewigkeit“ wie Tempel, wenn möglich, aus Steinblöcken oder als Felsengräber erstellt.

### Mastabas

Aufbau einer typischen Mastaba.

Die Mastaba ist ein nach dem ägyptisch-arabischen Wort für Bank benannter Typ von Grabbauten. Kunstgeschichtlich lassen sich Mastabas einer Entwicklungslinie zuordnen, die mit Elite-Gräbern der frühdynastischen Periode begannen, im königlichen Bereich zum Bau der Pyramidengräber führte und im privaten Bereich erst am Ende der 12. Dynastie endete.
Die Bestattung fand dabei unterhalb des eigentlichen Baues, in einer Kammer am Ende eines Schachtes statt. Die Mastabas unterer Höflingsschichten sind im Vergleich dazu meist eher einfach gestaltet und haben keine Nischenfassade. Am Ende des Alten Reiches löst sich die klassische Mastabaform auf. Die Dekoration wird nun meist auf eine Scheintür reduziert, während die Grabkammer immer häufiger dekoriert ist.

### Pyramiden

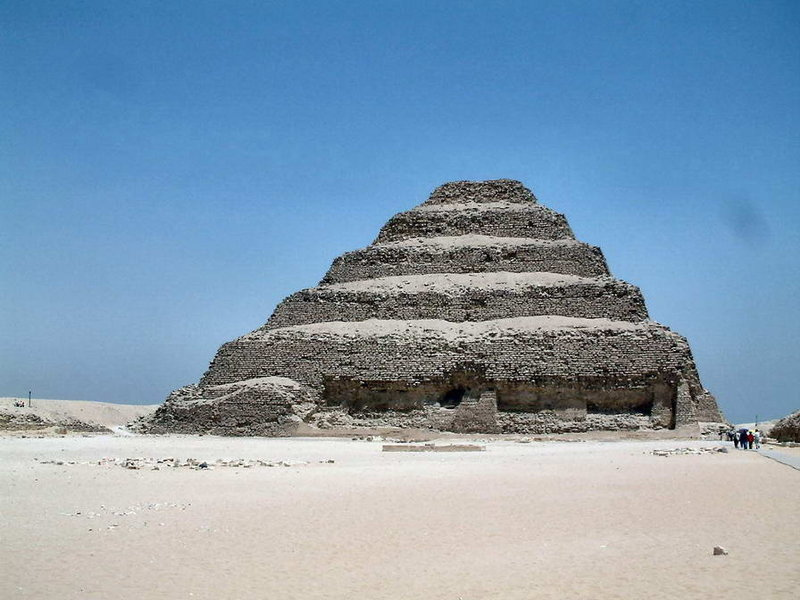
Djoser-Stufenpyramide

Die Pyramiden stellen eine Weiterentwicklung des mythologischen „Urhügels“ dar, den man bei Königsgräbern in Abydos findet. Die Hügelstruktur wurde auch bei den Mastaba-Gräbern von Sakkara eingearbeitet. Ab der 3. Dynastie dienten die Pyramiden als Begräbnisstätte des Königs, die sich als Synthese aus den verschiedenen ober- und unterägyptischen Komponenten Grabbau und Talbezirk entwickelte. Elemente der Gräber und Anlagen finden sich in Sakkara wieder. Die große Einfriedung in Sakkara (Gisr el-Mudir) dürfte als steinerne Gleichsetzung der Talbezirke von Abydos eine Vorbildfunktion für die Einfassung des Pyramidenbezirks geliefert haben, ebenso die Galeriegräber der 2. Dynastie in Sakkara.
Die Konstruktion der Djoser-Pyramide realisierte mit ihrer Bauart eine neue optische Erscheinungsform für das „Haus der Ewigkeit“, die es dem verstorbenen König ermöglichen sollte, als „menschliche Entsprechung der Sonne (Goldhorus)“ einen mit der Sonne gleichwertigen Rang einzunehmen. Diese neue Königsphilosophie zeigte sich ergänzend in der zunehmenden Größe der nachfolgenden Pyramiden. Die Wände im Inneren dieser Bauwerke trugen zunächst bei der Djoser-Pyramide Reliefdekorationen, waren später dann bis Ende der 5. Dynastie undekoriert. Der Weg zu den Grabräumen führte in den Pyramiden durch einen langen Tunnel.

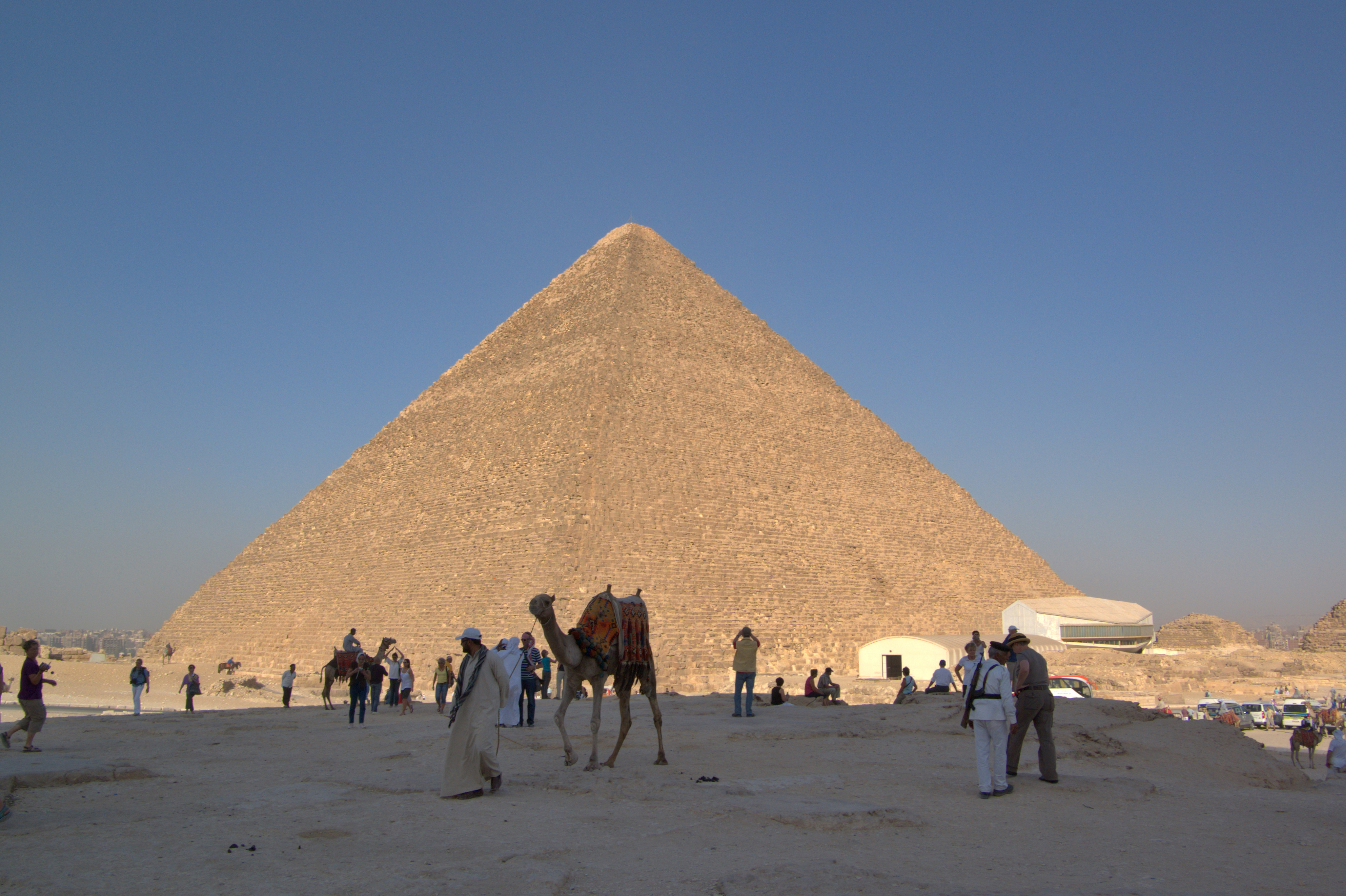
Cheops-Pyramide.

Sahen sich die Könige bis zur 3. Dynastie noch als „irdischer Horus“, so verstanden sie sich ab König Radjedef (4. Dynastie) mit Erhebung der Sonne zur Gottheit Re als „Söhne des Re“. Die veränderte „Rangordnung“ führte zu einer Größenreduzierung der Pyramiden. Das literarische Werk „Die Lehre des Hordjedef“, das auf die Gräber des Alten Reiches als „Häuser der Ewigkeit“ verweist, ist nur noch in einigen Fragmenten erhalten. Aufgrund ihrer Sprache ist als Entstehungszeit des Werkes eindeutig das Mittlere Reich zu datieren. Es beginnt mit dem Zitat:

„Mache dein Haus im Westen trefflich und statte reichlich aus deinen Sitz in der Nekropole. Nimm dies an, denn gering gilt uns der Tod, nimm dies an, denn hoch steht uns das Leben. Aber das Haus des Todes dient ja dem Leben.“

Der weitere Text beschäftigt sich mit der Grabanlage. Demnach gehört zum „Haus der Ewigkeit“ im idealen Fall ein Grundstück, um die notwendigen Erträge als Opfergaben bereitstellen zu können. Im Alten Reich gab es hierfür das Amt „Aufseher vom Haus der Ewigkeit“. Ein Totenpriester kümmerte sich um das Darbringen der „Erträge vom Haus der Ewigkeit“: „Das wird dir nützlicher sein, als ein leiblicher Sohn. Fördere ihn mehr als deinen Erben. Denke an das was man sagt, denn es gibt keinen Erben, der sich ewig erinnert“.

### Tempelgräber

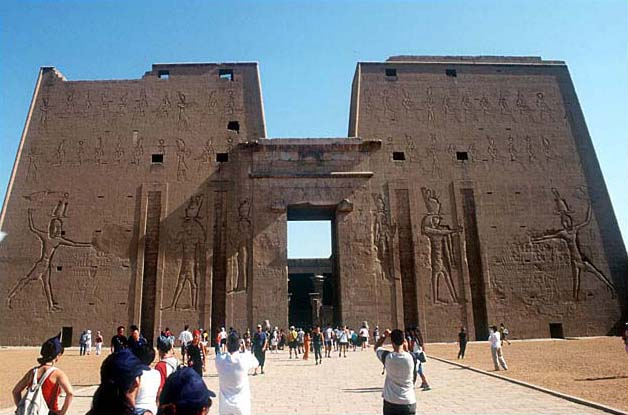
Zwei Pylone in Edfu

Seit dem Mittleren Reich gab es tempelartig gestaltete Grabanlagen. Sie fanden sich in allen Teilen Ägyptens und sind bis in die Spätzeit bezeugt. Die Tempelgräber hatten teilweise einen Aufweg und waren von einer Mauer umgeben, an dessen Vorderseite sich Pylone befinden konnten. Die eigentliche Grabkapelle hatte einen Hof, wahlweise mit Säulen dekoriert. Dahinter schloss sich ein Kultraum mit einer Statue oder Scheintür an.
Die Anlagen des Mittleren Reiches waren in Lischt teilweise im monumentalen Stil erbaut. In Theben existierten kleinere Varianten aus Lehmziegeln. Im Neuen Reich erlebte dieser Grabtyp seine Blütezeit, vor allem in Sakkara wurde eine Vielzahl dieser Grabbauten gefunden und ausgegraben. Die Wände waren oftmals mit Reliefs, seltener mit Malereien dekoriert. Als Neuerung fanden sich kleine Pyramiden.

### Schacht- und Felsgräber

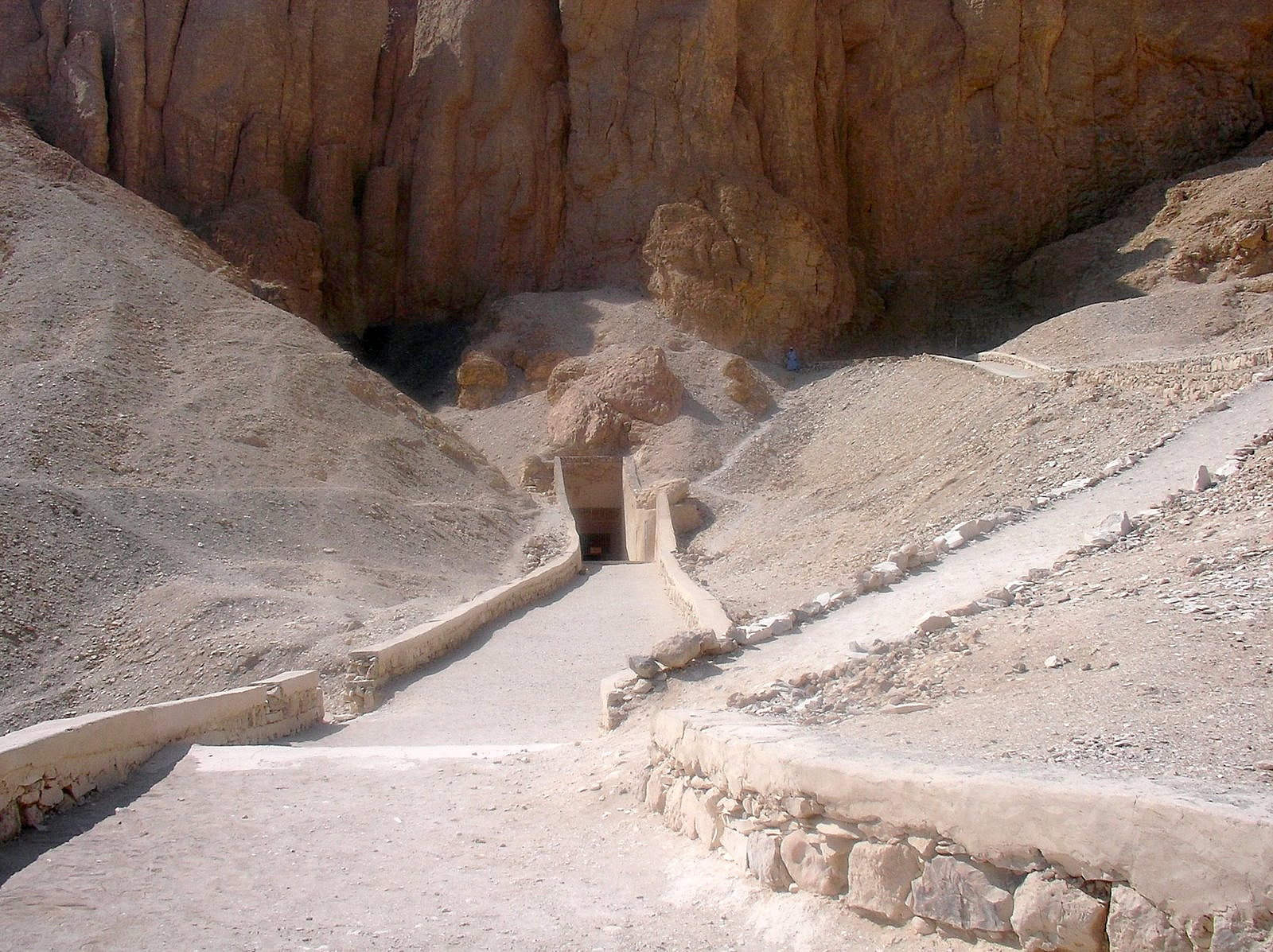
Grabeingang im Tal der Könige

Die meisten Altägypter ließen sich aus Kostengründen in einfachen Schächten oder Gruben beisetzen. Im Tal der Könige befinden sich insbesondere die Gräber der Könige des Neuen Reiches (19. und 20. Dynastie). Das Tal liegt in Theben-West gegenüber Karnak am Rand der Wüste und ist gesäumt von hohen Bergen, namentlich durch die natürliche Felspyramide el-Qurn („Das Horn“). Nahezu das gesamte Gebiet von Theben-West bildet eine riesige Nekropole, in der bis heute 64 Gräber und weitere Gruben aufgefunden wurden.
Im Tal der Königinnen lassen sich drei Grundtypen von Gräbern feststellen. Bei den ältesten Anlagen handelt es sich um einfache, undekorierte Schachtgräber. Diese hatten meist nur einen Raum, seltener, ein oder zwei Nebenkammern. Die Gräber bestehen in der Regel aus zwei großen, hintereinander liegenden Räumen. Es gab bis zu fünf Nebenkammern. Die Gräber sind meist reich dekoriert.

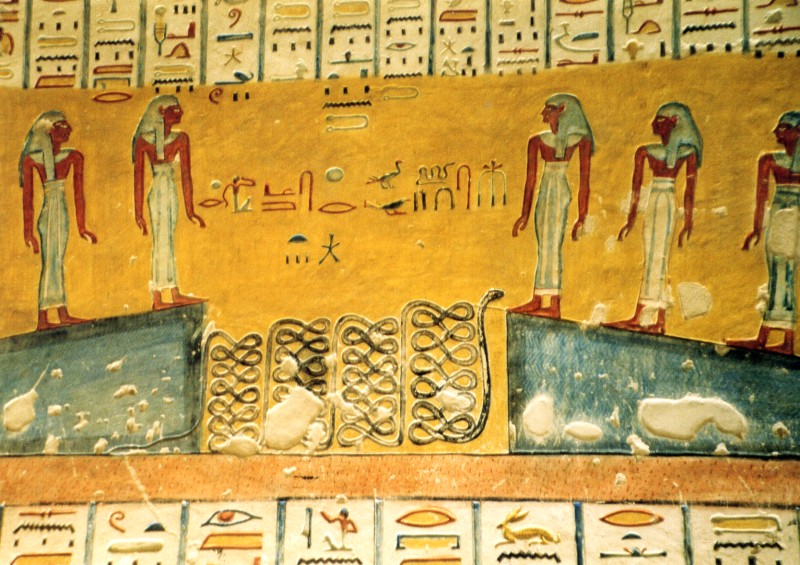
Grabmalereien in KV2 im Tal der Könige

Keine der Anlagen zeigt Reste eines Oberbaus, der normalerweise für den Totenkult reserviert war. Diese sind wahrscheinlich am Fruchtrand zu suchen und haben die Form kleiner Tempel. Aus der Zeit von Thutmosis III. stammt der Text im Grab TT 131 des Wesirs Amunuser, der in wenigen Worten das „ergebnisorientierte Denken“ zum Ausdruck bringt:

„Ich errichtete mir ein vortreffliches Grab in meiner Stadt der Zeitfülle (neheh). Ich stattete vorzüglich aus den Ort meiner Felsgrabenanlage in der Wüste der Ewigkeit (djet). Möge mein Name dauern auf ihm im Munde der Lebenden, indem die Erinnerung an mich gut ist bei den Menschen nach den Jahren, die kommen werden. Ein Weniges nur an Leben ist das Diesseits, die Ewigkeit aber ist im Totenreich.“